# Stepan Topal
Stepan Mihailovici Topal (în rusă Степан Михайлович Топал; n. 8 ianuarie 1938 – d. 29 septembrie 2018) a fost un om politic găgăuz din Republica Moldova, care a îndeplinit în perioada 1990–1995 funcția de guvernator (bașcan) al Găgăuziei.

## Lider al mișcării separatiste din Găgăuzia
Stepan Topal s-a născut în anul 1938. Este de profesie inginer de căi de comunicații. A fost activist al Partidului Comunist al Moldovei.
La data de 12 noiembrie 1989, a avut loc primul Congres al poporului găgăuz care a proclamat RSSA Găgăuză, ca parte componentă a RSS Moldovenești. Este unul din organizatorii, la 19 august 1990, a primului Congres al deputaților poporului din partea de sud a Moldovei, care a proclamat o republică separatistă în sud, în jurul orașului Comrat („Republica Găgăuză”, Gagauz-Yeri în limba găgăuză), în componența URSS. În septembrie 1990 populația de pe malul estic a râului Nistru (în majoritate de etnie slavă) a proclamat Republica Moldovenească Nistreană (în limbajul colocvial „Republica Nistreană”) în Transnistria, având capitala la Tiraspol.
La data de 28 octombrie 1990, Topal a devenit deputat în Sovietul Suprem al Republicii Găgăuze, fiind ales la 31 octombrie în funcția de președinte al Sovietului Suprem al autoproclamatei RSS Găgăuze. Ca vicepreședinte a fost ales Piotr Buzadji.
Deși Sovietul Suprem al Republicii Moldova a declarat imediat aceste proclamații nule, în ambele republici separatiste s-au desfășurat alegeri. La 1 decembrie 1991, Stepan Topal  este ales "președinte" al autoproclamatei "Republici Găgăuze", iar între anii 1991 și 1995 a stat în fruntea așa-zisulului "Soviet Suprem" al "Republicii Găgăuze". În paralel, Igor Smirnov a fost ales președinte al Republicii Nistrene în aceeași lună.
El s-a manifestat ca un partizan al refacerii unității spațiului post-sovietic.

## Activitatea politică după 1995
Autonomia găgăuză a fost consfințită în Constituția Republicii Moldova din iulie 1994 în articolul 111, care prevede și autonomia Transnistriei. Ulterior, Parlamentul Republicii Moldova a adoptat o lege și mai largă, care conferă un statut special autonom Găgăuziei la 23 decembrie 1994.
După ce autonomia Găgăuziei a fost acceptată de Parlamentul Moldovei, la 25 mai 1995, a avut loc primul tur al alegerilor pentru funcția de Guvernator al Găgăuziei, concomitent cu alegerile în Adunarea Populară a autonomiei. Nici unul din cei 4 candidați pentru funcția de guvernator (Gheorghe Tabunșcic, Mihail Kendighelean, Dumitru Croitor și Stepan Topal) nu a întrunit numărul necesar de voturi pentru a fi ales din primul tur. Ca urmare, la data de 11 iunie 1995, în turul doi de scrutin au participat cei doi candidați mai bine clasați: Gh.Tabunșcic și Mihail Kendighelean, iar cu 64% de voturi în funcția de Guvernator al Găgăuziei a fost ales Gheorghe Tabunșcic (inaugurarea în funcție a avut loc la 19 iunie 1995). Stepan Topal nu a reușit nici măcar calificarea în al doilea tur de scrutin.
În perioada 1999-2002, Stepan Topal a fost consilier principal al bașcanului Dumitru Croitor. La alegerile parlamentare din 25 februarie 2001, Stepan Topal candidează pentru funcția de deputat de Comrat în Parlamentul Republicii Moldova din partea Blocului electoral "Edinstvo", dar acest cartel nu trece de pragul electoral. În anul 2002, este unul din fondatorii mișcării social-politice "Za Gagauziu!" (Pentru Găgăuzia), cu scopul de a se opune Partidului Comunist.
Candidează din nou la alegerile anticipate pentru funcția de Guvernator al autonomiei din 6 octombrie 2002, dar alegerile sunt invalidate datorită faptului că au participat doar 41,43% de alegători. Pentru alegerile din 20 octombrie 2002, Stepan Topal este exclus din competiție de către Comisia electorală locală, care invocă încălcări în listele de subscripție ale candidatului.
În sondajele de opinie efectuate în regiunea găgăuză pentru alegerile din 2002, Stepan Topal era creditat cu șanse mari de a intra în al doilea tur de scrutin, datorită utilizării unei retorici "național-patriotice". El era prezentat drept arhitect al autonomiei găgăuze care se opunea planurilor comuniștilor și al candidatului acestora de a submina însăși existența autonomiei găgăuze. Programul electoral al lui Topal se baza pe succesele guvernării lui Dumitru Croitor.

## Prezent
Începând din decembrie 2006, Stepan Topal este consilier pe probleme de locuințe și utilități al bașkanului Găgăuziei, Mihail Formuzal.